# Омоки
Омо́ки — исчезнувшая к настоящему времени тундренная племенная группа юкагиров, проживавшая по нижнему течению Колымы и Омолона. Омоков в 1659 г. насчитывалось 155 ясачных плательщиков, всего 620 человек, объединённых в одиннадцать родов. Иными словами, в XVII веке омоки являлись самым многочисленным юкагирским племенем, однако уже к 1693 году их осталось всего 54 человека. 
Слово «омок» является именительным падежом от основы омо, означающей «род» и «племя».